# Azim Rahimov
Azim Rahimov (ros. Азим Рахимов, ur. 27 lutego 1925 w Bucharze, zm. 17 maja 1997 tamże) – radziecki wojskowy, sierżant, Bohater Związku Radzieckiego (1945).

## Życiorys
Urodził się w tadżyckiej rodzinie robotniczej. Miał wykształcenie średnie, pracował w fabryce, w marcu 1943 został powołany do Armii Czerwonej. Od czerwca 1944 uczestniczył w wojnie z Niemcami, walczył w składzie 2 batalionu 221 Pułku Strzelców 77 Gwardyjskiej Dywizji Piechoty jako pomocnik dowódcy plutonu w stopniu sierżanta. 21 lipca 1944 w rejonie Uchańki jako jeden z pierwszych sforsował Bug, zabijając dwóch żołnierzy wroga i zdobywając karabin maszynowy. Był ranny, jednak pozostał w jednostce. Szczególnie wyróżnił się podczas operacji wiślańsko-odrzańskiej w styczniu i lutym 1945, walcząc w składzie 69 Armii 1 Frontu Białoruskiego. 14 stycznia 1945 przy przełamywaniu niemieckiej obrony zniszczył granatami dwa stanowiska ogniowe wroga, zabijając przy tym 12 niemieckich żołnierzy. Tego samego dnia w walkach o Zwoleń zniszczył granatami lufę niemieckiego cekaemu, a następnego dnia w walkach ulicznych w Zwoleniu zabił czterech snajperów i 16 niemieckich żołnierzy i oficerów oraz wziął do niewoli oficera z czterema żołnierzami. Po wojnie został zdemobilizowany, wrócił do Buchary, w 1950 ukończył szkołę partyjną przy KC Komunistycznej Partii Uzbekistanu, pracował jako kierownik kołchozu im. Frunzego w rejonie bucharskim.

## Odznaczenia
- Złota Gwiazda Bohatera Związku Radzieckiego (27 lutego 1945)
- Order Lenina (27 lutego 1945)
- Order Rewolucji Październikowej
- Order Wojny Ojczyźnianej I klasy (11 marca 1985)
- Order Czerwonego Sztandaru Pracy
- Order Sławy III klasy (14 września 1944)

I medale.